# Globba geoffrayi
Globba geoffrayi är en enhjärtbladig växtart som beskrevs av François Gagnepain. Globba geoffrayi ingår i släktet Globba och familjen Zingiberaceae. IUCN kategoriserar arten globalt som livskraftig. Inga underarter finns listade i Catalogue of Life.